# علی‌اصغر شهری
علی‌اصغر شهری (زاده ۱۳۲۵ در زابل - درگذشته ۱۳ اردیبهشت ۱۳۸۹ در زاهدان)، ترانه‌سرا، خواننده، آهنگساز، گوینده رادیو، نمایشنامه نویس، مستندساز، خوشنویس و پژوهشگر فرهنگ ایران (با تمرکز ویژه بر زادبوم خود، سیستان) بود که موفّق به دریافت جایزه ی جهانی یونیکا برای اداره بهترین دفتر انجمن سینمای جوانان کشور در سال ۱۳۸۶ شد. از وی همچنین با عنوان پدر هنر هفتم زاهدان نیز یاد شده‌است.

## سالشمار فعالیت‌های هنری
- آغاز گویندگی در ۹ سالگی در برنامه کودک رادیو زاهدان
- خوانندگی در نخستین ارکستر رادیو زاهدان در کنار هنرمندانی از قبیل پرویز مالکی، محمد صالحی افشار، ابراهیم خاوری و حمید خسروپور در سال ۱۳۵۰
- تشکیل نخستین گروه موسیقی استان سیستان و بلوچستان در سال ۱۳۵۵
- اجرای ده‌ها ترانه سیستانی در کنار غلامرضا شریف در خلال سالهای ۱۳۵۰ تا ۱۳۵۷
- آغاز فعالیت در انجمن سینمای جوانان زاهدان در سال ۱۳۶۴
- سرپرستی انجمن سینمای جوانان استان سیستان و بلوچستان در سال ۱۳۶۷،[۲][۶][۷]

## سالشمار افتخارات
- مقام نخست کارگردانی در جشنواره استانی برای ساخت فیلم پیر سیستان (سیستان، سرزمین حماسه‌ها) در سال ۱۳۵۷
- مقام برتر عکاسی و فیلم‌سازی در جشنواره کشوری در سال ۱۳۶۶
- کارگردانی فیلم خاک طلا به عنوان یکی از چهار فیلم مستند شاخص کشور در سال ۱۳۸۵
- ارتقای انجمن سینمای جوانان زاهدان تا سطح دفتر الف و دریافت جایزه جهانی یونیکا در سال ۱۳۸۶
- دریافت نشان درجه یک هنری در سال ۱۳۸۸،[۲][۶]

## بازتاب هنری در میان اهالی سیستان
شهرت علی شهری در میان اهالی سیستان بیشتر به واسطه خوانندگی در آهنگ‌هایی می‌باشد که به گویش سیستانی سروده شده‌اند. از جمله آهنگ‌های سیستانی مطرح وی می‌توان به «غم بهار (بهار بیومه خدا چش انتظارو)»، «بی وفا (کسئ نکرده خئ مه وفا)»، «قهر (مدتئ مه در کوچه شمه ائرون و سرگردو بودا)»، «چوپان (ائ خدا عاشقو مه عاشق صئرا)»، «مه‌لقا (روز مه شؤ نو بهار خزونه)»، «جدائی (از غم تو روزه مه شطو شؤ کنو)» و «زبان بی زبانی (وه قدئ که تره دوس دارو ندشته لیلی مجنونه)» اشاره داشت. آهنگی از وی با عنوان «انار انار بیا به بالینم» با اقبال بسیاری در داخل کشور مواجه شد و با ترجمه آن به زبانهای مختلف، در دیگر کشورها نیز مورد توجه قرار گرفت.